# シックスハンター
『SIX HUNTER』（シックスハンター）は、テレビ愛知ほかで放送された映像ウェーブ製作のパチスロ番組。テレビ愛知では2006年4月7日から2009年3月27日まで放送された。

## 概要
グラビアアイドル6人によるチーム「シックスハンター」の代表者1人と、ゲストの芸能人「スロリスト」がパチスロで対決していた番組である。ほか、ものまねタレントのゆうたろうが「ボスハンター」として、コンコルドグループの業者が解説者として出演。解説者からは、その回での対戦台となるパチスロ台についての詳細や攻略の糸口などを紹介してもらっていた。
制限時間は90分、使用するコインは無制限、勝敗は出玉が多い方を勝者としていた。ただし、前半の45分が経過したところでゆうたろうが「シックスハンターシート」を発表。シックスハンターシートは2台のうち1台が設定6に設定されており（パチスロ台によっては設定6以上の台がある）、そのシートに当たった台は設定6であることが分かるようになっていた。さらには、出玉の多い少ないに関係なく勝利となる「サプライズプレミア」の発表が行われていた。指定されたプレミア演出を出せば、その時点で勝利が確定。シックスハンターが勝利した場合、コンコルド各店にシックスハンターシートが設置され、スロリスト（ゲスト出演者）が勝利した場合、コンコルド限定3店舗にてマル秘イベントが開催されることになっていた。前番組『スロットハンター』から続いた番組終了直前の勝ち名乗りはこの番組限りとなった。 
シックスハンターやスロリストのパチスロに関する知識は総じて浅く、演出やART中の打ち方をゆうたろうやゲスト解説者に指摘される場面が目立っていた。
バトル前半終了ならびにTIME UP後の「インフォメーション」のコーナーでは、コンコルドグループ全店のイベントの案内をしていた。ナレーションの木原が「本日土曜、○○○（イベント名）を開催」という風に紹介。ちなみに「本日土曜」と言っていたのは、新聞やテレビ雑誌などでは「毎週金曜深夜24:58放送」と表記するのが通例であるが、実際には日付変更後の土曜日の放送になるためにそのように言っていたのである。

## 出演者

### シックスハンター
- 大網亜矢乃
- 小口もな美 - 番組放送途中までのメンバー。
- 海川ひとみ
- 鈴木茜
- 二宮歩美
- 藤井梨花
- 大友さゆり - 2008年4月下旬よりメンバー入り。

### スロリスト
- 番組にゲストで訪れた芸能人

### その他の出演者
- ゆうたろう
- 福田一（コンコルド）

## スタッフ
- ナレーション - 木原幸尚
- ディレクター - 浜口浩志
- AP - 橋本希恵、花村政男
- 協力 - CELLBLOCKcale、エース電研、NAWA
- プロデューサー - 金宮智秀
- 制作協力 - 放送映画制作所
- 企画 - 三協エージェンシー
- 制作・著作 - 映像ウェーブ

## 放送局
| 放送対象地域 | 放送局     | 系列           | 放送日時                              | 備考                       |
| ------------ | ---------- | -------------- | ------------------------------------- | -------------------------- |
| 愛知県       | テレビ愛知 | テレビ東京系列 | 金曜 24:58 - 25:28 = 土曜 0:58 - 1:28 | 主要ネット局               |
| 奈良県       | 奈良テレビ | 独立UHF局      | 月曜 25:15 - 25:45 = 火曜 1:15 - 1:45 |                            |
| 岐阜県       | 岐阜放送   | 独立UHF局      | 日曜 24:15 - 24:45 = 月曜 0:15 - 0:45 | 2008年3月2日・3月9日に放送 |

## エピソード
- 番組の特別企画ではボスハンターのゆうたろうもバトルに参戦するが、『秘宝伝』では寺門ジモンに敗北し、『マッハGoGoGo2』では池谷直樹に大敗するなど、シックスハンターとの対決以外では2戦とも全敗に終わっている。
- ごく稀にではあるが、「クイズシックスハンター」という特別企画を実施することがあった。コンコルドグループ全店で打っている来場者の中から1人を呼び出し、ボスハンターのゆうたろうがこの番組に関する問題を出題。回答者は出されたクイズに正解するとその場で賞品を獲得できたが、誤答だった場合はその賞品は視聴者プレゼントにされた。
- 2008年8月1日放送分では、二宮歩美が遅刻するというハプニングが起こり、代わりに鈴木茜がスロリストの薬師寺保栄と対戦することになった。この回では薬師寺がハンターに抱きつくという暴走行為をして、ゆうたろうに止められたことがあった。番組の終盤でも薬師寺はハンターに抱きつこうとしたが、ゆうたろうに止められた。
- 2008年10月10日放送分では、番組初のレギュラーボーナスのみの対決となった（『パチスロキン肉マン』『2027』等を除く）。大網亜矢乃対スロプロのういちとの対決は両者ともにビッグボーナスを引き当てることができず、全てレギュラーボーナスばかりだった（この日の対戦台は『スペシャルハナハナ-30』）。結果はスロプロのういちが勝利した（大網REG1回、ういちREG6回）。
- 2009年1月16日放送分では、番組初の「罰ゲーム」が執行された。藤井梨花対神奈月との対決で、神奈月がサプライズプレミアを出して勝利し、敗れた藤井は番組終了前に神奈月から武藤敬司のかつらとヒゲを渡され、藤井が武藤のモノマネをしたが、神奈月とゆうたろうから「武藤の決めポーズがちがっているし、迫力無さすぎ!」と厳しくダメ出しされた。この日の対戦台は『忍魂』、サプライズプレミアは大都技研のパチスロ台に今まで出てきた全てのキャラクター。ちなみに、神奈月が出したプレミアは『シェイクII』のサボハニ。
- 2009年2月27日放送分では、番組初の後半戦開始早々90秒で勝負がついた。大網亜矢乃対谷麻紗美との対決で、谷がサプライズプレミア出して勝利し、敗れた大網は「早すぎるよー！」と悔しがっていた（この日の対戦台は『ドラキュラ』、サプライズプレミアはフリーズ状態）。
- ラストバトルとなる2009年3月27日放送分では、スロリストにインスタントジョンソンを迎え、相方の留学話で盛り上がった。最終バトルの対戦台は『スペシャルハナハナ-30』（打ったのは大網亜矢乃）対『ニューハナハナ30』（打っていたのはインスタントジョンソン。3人交互で打ち回した）。新旧対決では、同点の場合はスペシャルハナハナのほうがBIGBONUSの枚数が多く、スペシャルハナハナを打っている大網が勝利となるが（ニューハナハナのBIGBONUSはやや少ない300枚）、タイムアップ寸前でインスタントジョンソンに逆転を許してしまい、最終バトルを勝利で飾ることが出来なかった。